# Ucrania en los Juegos Paralímpicos de Río de Janeiro 2016
Ucrania estuvo representada en los Juegos Paralímpicos de Río de Janeiro 2016 por un total de 168 deportistas, 91 hombres y 77 mujeres.

## Medallistas
El equipo paralímpico ucraniano obtuvo las siguientes medallas:
| Nombre | Deporte                    | Evento                                           |
| --- | -------------------------- | ------------------------------------------------ |
| Oro |                            |                                                  |
| Leilia Adzhametova | Atletismo                  | 100 m T13 femenino                               |
| Oxana Zubkovska | Atletismo                  | Salto de longitud T12 femenino                   |
| Ihor Tsvietov | Atletismo                  | 100 m T35 masculino                              |
| Ihor Tsvietov | Atletismo                  | 200 m T35 masculino                              |
| Yegor Dementyev | Ciclismo en pista          | Persecución individual C5 masculino              |
| Yegor Dementyev | Ciclismo en ruta           | Contrarreloj C5 masculino                        |
| Andri Demchuk | Esgrima en silla de ruedas | Sable individual A masculino                     |
| Anton Datsko | Esgrima en silla de ruedas | Sable individual B masculino                     |
| Volodymyr Antonyuk Ivan Dotsenko Taras Dutko Ivan Shkvarlo Kostiantyn Symashko Vitali Trushev Yevhen Zinoviev Oleh Len Edhar Kahramanian Dmytro Molodtsov Vitali Romanchuk Stanislav Podolski Artem Krasylnykov Bohdan Kulynych | Fútbol 7                   | Torneo masculino                                 |
| Lídiya Soloviova | Levantamiento de potencia  | –50 kg femenino                                  |
| Yelyzaveta Mereshko | Natación                   | 50 m libre S6 femenino                           |
| Yelyzaveta Mereshko | Natación                   | 100 m libre S6 femenino                          |
| Yelyzaveta Mereshko | Natación                   | 400 m libre S6 femenino                          |
| Yelyzaveta Mereshko | Natación                   | 100 m braza SB5 femenino                         |
| Anna Stetsenko | Natación                   | 50 m libre S13 femenino                          |
| Anna Stetsenko | Natación                   | 100 m libre S13 femenino                         |
| Anna Stetsenko | Natación                   | 100 m espalda S13 femenino                       |
| Kateryna Istomina | Natación                   | 100 m mariposa S8 femenino                       |
| Maxym Krypak | Natación                   | 50 m libre S10 masculino                         |
| Maxym Krypak | Natación                   | 100 m libre S10 masculino                        |
| Maxym Krypak | Natación                   | 400 m libre S10 masculino                        |
| Maxym Krypak | Natación                   | 100 m espalda S10 masculino                      |
| Yevheni Bohodaiko | Natación                   | 100 m braza SB6 masculino                        |
| Yevheni Bohodaiko | Natación                   | 100 m espalda S7 masculino                       |
| Yevheni Bohodaiko | Natación                   | 200 m estilos SM7 masculino                      |
| Hennadi Boiko | Natación                   | 50 m espalda S1 masculino                        |
| Hennadi Boiko | Natación                   | 100 m espalda S1 masculino                       |
| Denys Dubrov | Natación                   | 100 m mariposa S10 masculino                     |
| Denys Dubrov | Natación                   | 200 m estilos SM10 masculino                     |
| Dmytro Vynohradets | Natación                   | 50 m espalda S3 masculino                        |
| Maxym Veraksa | Natación                   | 50 m libre S12 masculino                         |
| Olexi Fedyna | Natación                   | 100 m braza SB13 masculino                       |
| Dmytro Zalevski | Natación                   | 100 m espalda S11 masculino                      |
| Sergui Klippert | Natación                   | 100 m espalda S12 masculino                      |
| Olexandr Komarov Bohdan Hrynenko Denys Dubrov Maxym Krypak | Natación                   | 4 × 100 m libre (34 ptos.) masculino             |
| Serhi Yemelianov | Piragüismo                 | KL3 masculino                                    |
| Roman Polianski | Remo                       | Scull individual ASM1x masculino                 |
| Natalia Kosmina | Tenis de mesa              | Individual 11 femenino                           |
| Maxym Nikolenko Mijailo Popov Viktor Diduj | Tenis de mesa              | Equipo 6-8 masculino                             |
| Vasyl Kovalchuk | Tiro                       | Rifle de aire en posición tendida 10 m SH2 mixto |
| Inna Cherniak | Yudo                       | –57 kg femenino                                  |
| Plata |                            |                                                  |
| Oxana Boturchuk | Atletismo                  | 200 m T12 femenino                               |
| Oxana Boturchuk | Atletismo                  | 400 m T12 femenino                               |
| Natalia Iezlovetska | Atletismo                  | 400 m T20 femenino                               |
| Zoia Ovsi | Atletismo                  | Maza F51 femenino                                |
| Anastasiya Mysnyk | Atletismo                  | Peso F20 femenino                                |
| Mariya Pomazan | Atletismo                  | Peso F35 femenino                                |
| Mykola Dibrova | Atletismo                  | Peso F36 masculino                               |
| Roman Pavlyk | Atletismo                  | 400 m T36 masculino                              |
| Viktoriya Savtsova | Natación                   | 50 m libre S6 femenino                           |
| Viktoriya Savtsova | Natación                   | 100 m libre S6 femenino                          |
| Viktoriya Savtsova | Natación                   | 100 m braza SB5 femenino                         |
| Mariya Lafina | Natación                   | 50 m braza SB3 femenino                          |
| Oxana Jrul | Natación                   | 50 m mariposa S6 femenino                        |
| Yaryna Matlo | Natación                   | 100 m espalda S12 femenino                       |
| Olga Sviderska | Natación                   | 150 m estilos SM4 femenino                       |
| Anna Stetsenko | Natación                   | 400 m libre S13 femenino                         |
| Iaroslav Denysenko | Natación                   | 100 m espalda S13 masculino                      |
| Iaroslav Denysenko | Natación                   | 100 m libre S13 masculino                        |
| Iaroslav Denysenko | Natación                   | 400 m libre S13 masculino                        |
| Iaroslav Denysenko | Natación                   | 200 m estilos SM13 masculino                     |
| Dmytro Vynohradets | Natación                   | 50 m libre S3 masculino                          |
| Dmytro Vynohradets | Natación                   | 200 m libre S3 masculino                         |
| Dmytro Vynohradets | Natación                   | 150 m estilos SM3 masculino                      |
| Yevheni Bohodaiko | Natación                   | 50 m libre S7 masculino                          |
| Yevheni Bohodaiko | Natación                   | 50 m mariposa S7 masculino                       |
| Denys Dubrov | Natación                   | 100 m braza SB9 masculino                        |
| Denys Dubrov | Natación                   | 400 m libre S10 masculino                        |
| Maxym Krypak | Natación                   | 100 m mariposa S10 masculino                     |
| Maxym Krypak | Natación                   | 200 m estilos SM10 masculino                     |
| Bohdan Hrynenko | Natación                   | 50 m libre S8 masculino                          |
| Viktor Smyrnov | Natación                   | 200 m estilos SM11 masculino                     |
| Yevheni Bohodaiko Iurii Bozhinski Denys Dubrov Maxym Krypak | Natación                   | 4 × 100 m estilos (34 ptos.) masculino           |
| Natalia Lagutenko | Piragüismo                 | KL2 femenino                                     |
| Olga Kovalchuk | Tiro                       | Pistola de aire 10 m SH1 femenino                |
| Iryna Husieva | Yudo                       | –63 kg femenino                                  |
| Dmytro Solovey | Yudo                       | –73 kg masculino                                 |
| Olexandr Nazarenko | Yudo                       | –90 kg masculino                                 |
| Bronce |                            |                                                  |
| Leilia Adzhametova | Atletismo                  | 400 m T13 femenino                               |
| Liudmyla Danylina | Atletismo                  | 1500 m T20 femenino                              |
| Zoia Ovsi | Atletismo                  | Disco F52 femenino                               |
| Roman Danyliuk | Atletismo                  | Peso F12 masculino                               |
| Ruslan Katyshev | Atletismo                  | Salto de longitud T11 masculino                  |
| Dmytro Prudnikov | Atletismo                  | Salto de longitud T20 masculino                  |
| Roman Pavlyk | Atletismo                  | Salto de longitud T36 masculino                  |
| Yevhenia Breus | Esgrima en silla de ruedas | Espada individual A femenino                     |
| Oleg Naumenko | Esgrima en silla de ruedas | Espada individual B masculino                    |
| Iryna Sotska | Natación                   | 50 m espalda S2 femenino                         |
| Iryna Sotska | Natación                   | 100 m espalda S2 femenino                        |
| Maryna Piddubna | Natación                   | 50 m libre S11 femenino                          |
| Maryna Verbova | Natación                   | 50 m espalda S4 femenino                         |
| Oxana Jrul | Natación                   | 100 m espalda S6 femenino                        |
| Olga Sviderska | Natación                   | 100 m libre S3 femenino                          |
| Serhi Palamarchuk | Natación                   | 50 m espalda S2 masculino                        |
| Serhi Palamarchuk | Natación                   | 100 m espalda S2 masculino                       |
| Serhi Palamarchuk | Natación                   | 200 m libre S2 masculino                         |
| Anton Kol | Natación                   | 50 m espalda S1 masculino                        |
| Anton Kol | Natación                   | 100 m espalda S1 masculino                       |
| Denys Dubrov | Natación                   | 50 m libre S10 masculino                         |
| Denys Dubrov | Natación                   | 100 m espalda S10 masculino                      |
| Maxym Veraksa | Natación                   | 100 m braza SB12 masculino                       |
| Maxym Veraksa | Natación                   | 100 m libre S13 masculino                        |
| Andri Derevinski | Natación                   | 50 m libre S4 masculino                          |
| Iurii Bozhinski | Natación                   | 50 m libre S8 masculino                          |
| Illia Yaremenko | Natación                   | 50 m libre S12 masculino                         |
| Olexandr Komarov | Natación                   | 100 m libre S6 masculino                         |
| Yevheni Bohodaiko | Natación                   | 100 m libre S7 masculino                         |
| Iaroslav Semenenko | Natación                   | 100 m espalda S6 masculino                       |
| Olexandr Mashchenko | Natación                   | 100 m mariposa S11 masculino                     |
| Dmytro Vanzenko | Natación                   | 200 m estilos SM10 masculino                     |
| Danylo Chufarov | Natación                   | 200 m estilos SM13 masculino                     |
| Dmytro Vynohradets Yevheni Bohodaiko Olga Sviderska Bohdan Hrynenko Viktoriya Savtsova Andri Derevinski Yelyzaveta Mereshko | Natación                   | 4 × 50 m libre (20 ptos.) mixto                  |
| Maryna Lytovchenko | Tenis de mesa              | Individual 6 femenino                            |
| Olexi Denysiuk | Tiro                       | Pistola 50 m SH1 mixto                           |
| Yuliya Halinska | Yudo                       | –48 kg femenino                                  |
| Davyd Jorava | Yudo                       | –66 kg masculino                                 |
| Olexandr Kosinov | Yudo                       | –81 kg masculino                                 |